# Dimerella lutescens
Dimerella lutescens är en lavart som beskrevs av Vezda & Malcolm. Dimerella lutescens ingår i släktet Dimerella och familjen Coenogoniaceae.   Inga underarter finns listade i Catalogue of Life.